# جون فليش
جون فليش هو لاعب هوكي الجليد كندي، ولد في 15 يوليو 1953 في غريتر سودبوري في كندا.

## وصلات خارجية
- جون فليش على موقع دوري الهوكي الوطني (الإنجليزية)
- جون فليش على موقع قاعة مشاهير الهوكي (لاعب أن.إتش.أل) (الإنجليزية)
- جون فليش على موقع EliteProspects.com (الإنجليزية)
- جون فليش على موقع HockeyDB.com (الإنجليزية)
- جون فليش على موقع Hockey-Reference.com (الإنجليزية)